# Qlair
Qlair est un groupe féminin de J-pop, actif de 1991 à 1993, composé de trois idoles japonaises: Aki Yoshida (吉田亜紀, née le 18 février 1976), Hiroko Inobe (井ノ部裕子, née le 28 décembre 1973), et Sachiko Imai (今井佐知子, née le 27 décembre 1973).

## Discographie

### Singles
- 1991.07.07 :  Hitomi Ippai no Natsu
- 1991.10.10 :  Onegai Kamisama
- 1992.01.22 :  Sayonara no Chime
- 1992.05.21 :  Mabushikute
- 1992.10.21 :  Aki no Kaigara
- 1993.03.21 :  Spring Lover Daisakusen
- 1993.07.21 :  Summer Lover Daisakusen

### Albums
- 1991.11.21 : Les Filles
- 1992.06.21 : Citron
- 1992.11.21 : Sanctuary

Compilations
- 1993.09.22 : Palette
- 2005.30.11 : Qlair Archives

## Liens
- (en) Fiche sur idollica